# 사회구성체

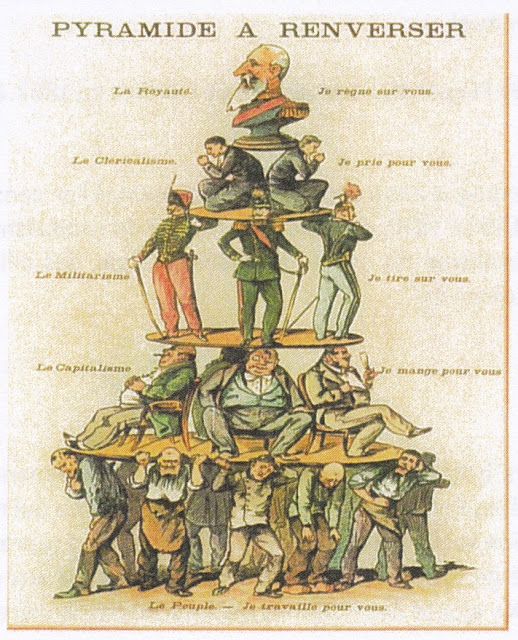

사회구성체(社會構成體)는 사회학과 사회 이론에서 자주 다루어지는 용어이나 아직 정확한 개념이 정립되어 있지는 않다. 사회구성체라는 용어가 가리키는 것은 대략 다음과 같은 조건을 만족하는 사회 내부의 관계를 가리킨다.
- 상호 연관을 맺고 있는 존재나 집단이 존재하고,
- 이들 사이에 비교적 지속적인 사회 관계와 행동이 일어나며
- 사회 기관과 규범이 사회 체제 안에서 이루어지는 행위의 준거가 될 때

위와 같은 조건을 만족하는 사회구성체란 결국 사회 안에서 의지와 목적, 기능, 역할 등이 서로 다른 존재 또는 집단이 상호 연관을 맺은 구조를 가리킨다. 사회구성체는 종종 사회 구조로 표현되기도 한다. 사회구성체의 일례로 인종, 계급, 성별 등을 기준으로 사회 내부의 존재나 집단을 서로 다른 계층으로 나누는 신분제 사회를 들 수 있다.
사회 구성체는 경제 체제, 법 체계, 정치 체제, 문화 체제와 같은 각종 사회 체계나 가족, 법, 종교 등 하위 사회 체계 어디서나 관찰될 수 있다.

## 개념의 성립
사회과학에서 사회구성체란 개념을 사용한 것은 카를 마르크스의 계급 구조 고찰까지 거슬러 올라가는 긴 역사를 가지고 있다. 이 후에 허버트 스펜서, 페르디난트 퇴니에스, 에밀 뒤르켐, 게오르크 지멜과 같은 사회학자들이 인간 관계의 총체적 표현으로서 사회구성체라는 용어를 사용하였다.
사회구성체라는 용어를 최초로 사용한 사람은 카를 마르크스였다. 그는 생산 양식의 하부 구조(경제 구조)와 이에 상응하는 문화, 정치적 구조인 상부 구조로서 사회구성체라는 용어를 사용하였다. 이후 마르크스주의 사회학자인 루이 알튀세르는 이에 덧붙여 상부구조의 자율성을 강조하였다. 즉, 경제 구조에 의한 이해관계는 사회구성체의 "최종 심급"에서만 결정력을 갖는다는 것이다.